# Оседлое
Оседлое (каз. Оседлое) — упразднённое село в Есильском районе Северо-Казахстанской области Казахстана. Входило из учётных данных в 2024 году.
Входит в состав Петровского сельского округа. Код КАТО — 594253500.

## Население
В 1999 году население села составляло 451 человек (214 мужчин и 237 женщин). По данным переписи 2009 года в селе проживало 163 человека (92 мужчины и 71 женщина).